# Jackie Curtis

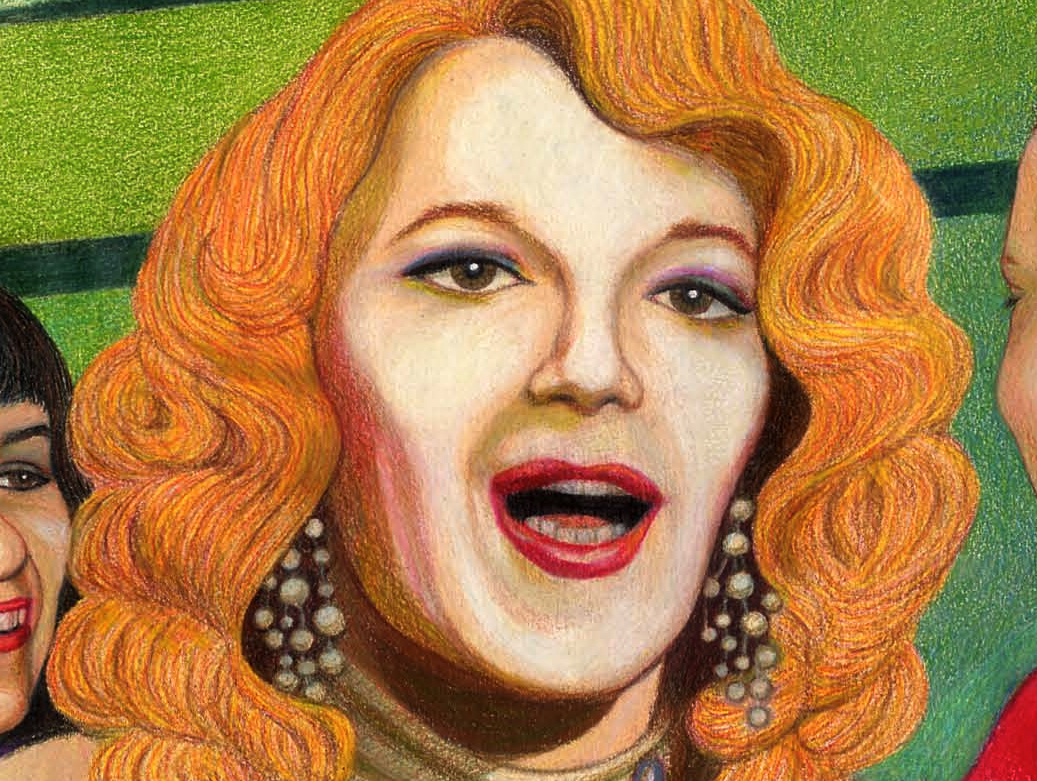
Jackie Curtis um 1980 in einer Zeichnung von Gary LeGault

Jackie Curtis (* 19. Februar 1947 in New York City als John Curtis Holder Jr.; † 15. Mai 1985 ebenda) war ein US-amerikanischer Underground-Schauspieler, Sänger und Dramatiker. Curtis gehörte zeitweise zu den Andy Warhol-„Superstars“ und der Factory-Szene.

## Leben
Curtis war das Kind von John Holder Sr. und Jenevive Uglialoro und wuchs im East Village auf, wo Curtis’ Großmutter eine Eckkneipe namens Slugger Ann’s betrieb.
Bereits in der Jugend begann Curtis, sich als Frau zu kleiden und entwickelte dabei einen unverwechselbaren Cross-Dress, der aus einer Mischung aus Trash und Glamour bestand. Zu Lippenstift, starkem Make-up, Glitter und leuchtend roten Haaren trug Curtis meist zerrissene Kleider und Strumpfhosen. Curtis verstand sich jedoch nicht als Drag Queen. Andy Warhol sagte über Curtis: „Jackie ist keine Drag Queen. Jackie ist ein Künstler. Ein Pionier ohne Grenzen.“
Als Bühnendarsteller debütierte Curtis mit 17 Jahren in Tom Eyens Off-Off-Broadway-Stück Miss Nefertiti Regrets. Ab Ende der 1960er Jahre begann Curtis sich eigene Bühnentexte auf den Leib zu schreiben. In den Stücken, in denen Curtis sowohl als Mann wie als Frau auftrat, wirkten oft bekannte trans Menschen wie beispielsweise Candy Darling, Jayne County und Holly Woodlawn mit. Warhol und dessen Filmregisseur Paul Morrissey besetzten Curtis und Candy Darling in den Filmen Flesh (1968) und Women in Revolt (1971).
Jackie Curtis sang außerdem und schrieb Gedichte. 1974 trat Curtis zusammen mit Holly Woodlawn im New York Cultural Center (Saks Fifth Avenue) mit dem Programm Cabaret in the Sky: An Evening with Holly Woodlawn and Jackie Curtis auf. In den 1980er Jahren spielte Curtis noch in zwei Filmen mit. Jahrelang drogenabhängig, verstarb Curtis 1985 mit 38 Jahren an einer Überdosis Heroin.

## Rezeption
Lou Reed verewigte Jackie Curtis in seinem Song Walk on the Wild Side aus dem 1972 erschienenen Album Transformer.
Die 2004 veröffentlichte Dokumentation Superstar in a Housedress von Craig Highberger basiert auf Jackie Curtis’ Leben.

## Filmografie
- 1968: Flesh
- 1971: W.R.: Mysteries of the Organism
- 1971: Women In Revolt
- 1971: An American Family (Fernsehserie)
- 1973: The Corner Bar (Fernsehserie)
- 1980: Underground U.S.A.
- 1983: Burroughs
- 2002: The Cockettes (posthum, Archivmaterial)
- 2004: Superstar in a Housedress (posthum, Archivmaterial)
- 2010: Beautiful Darling (posthum, Archivmaterial)

## Werke
- 1967: Glamour, Glory and Gold
- 1968: Lucky Wonderful
- 1968: Amerika Cleopatra
- 1970: Heaven Grand In Amber Orbit
- 1970: Femme Fatale
- 1971: Vain Victory: Vicissitudes of the Damned
- 1979: Tyrone X
- 1983: I Died Yesterday
- 1985: Champagne